# پرتقال ماندارین
پرتقال ماندارین (نام علمی: Citrus reticulata) نام یک گونه از سرده مرکبات است. پرتقال ماندارین (Citrus reticulata) که با نام‌های نارنگی یا ماندارین نیز شناخته می‌شود، یک میوه درخت مرکبات گرد و کوچک است. به‌عنوان گونه‌ای متمایز از پرتقال، معمولاً به‌صورت ساده یا در سالاد میوه خورده می‌شود. نارنگی‌ها گروهی از مرکبات نارنجی رنگ هستند که از دورگه‌های پرتقال ماندارین با مقداری دارابی تشکیل شده‌است.
ماندارین‌ها برخلاف پرتقال‌های معمولی کروی (که دورگه ماندارین-دارابی هستند) کوچکتر و پهن هستند. مزه آن شیرین‌تر و قوی‌تر از پرتقال معمولی است. نارنگی رسیده سفت تا کمی نرم، نسبت به اندازه‌اش سنگین و پوست سنگریزه‌ای دارد. پوست نازک، شل، با مزوکارپ سفید کمی است، بنابراین معمولاً پوست کندن و تقسیم شدن آنها به قطعات آسان‌تر است. دورگه‌ها معمولاً این صفات را به میزان کمتری دارند. نارنگی نرم است و در اثر سرما به‌راحتی آسیب می‌بیند. می‌توان آن را در مناطق گرمسیری و نیمه‌گرمسیری رشد داد.
طبق مطالعات ژنتیکی، ماندارین یکی از گونه‌های اصلی مرکبات بود. از طریق اصلاح نژاد یا پیوندزنی طبیعی، نیای بسیاری از ارقام دورگه مرکبات است. با بالنگ و دارابی، جد مهم‌ترین دورگه‌های تجاری (مانند پرتقال ترش و شیرین، گریپ فروت و بسیاری از لیمو و لیموترش) است. نارنگی با دیگر گونه‌های مرکبات مانند آهک صحرایی و پورنج نیز دورگه شده‌است. اگرچه نارنگی اجدادی تلخ بود، بیشتر گونه‌های نارنگی تجاری از پیوندزنی با دارابی حاصل می‌شوند که میوه‌ای شیرین به آن‌ها می‌دهد.

## کشورهای تولیدکننده
| ۲۰ کشور برتر تولیدکننده نارنگی یافا، نارنگی، پرتقال ژاپنی و پرتقال ماندارین در سال ۲۰۱۱ بر حسب ۱۰۰۰ تن | ۲۰ کشور برتر تولیدکننده نارنگی یافا، نارنگی، پرتقال ژاپنی و پرتقال ماندارین در سال ۲۰۱۱ بر حسب ۱۰۰۰ تن |
| --- | --- |
| چین | ۱۲٬۴۸۲                                                                                                 |
| اسپانیا                                                                                                | ۲٬۱۱۷                                                                                                  |
| برزیل                                                                                                  | ۱٬۰۰۵                                                                                                  |
| ژاپن                                                                                                   | ۹۲۸ |
| ترکیه                                                                                                  | ۸۷۲ |
| ایتالیا                                                                                                | ۸۵۳ |
| مصر | ۸۴۸ |
| ایران                                                                                                  | ۸۰۰ |
| مراکش                                                                                                  | ۷۵۳ |
| کره جنوبی                                                                                              | ۶۸۱ |
| ایالات متحده آمریکا                                                                                    | ۵۹۶ |
| پاکستان                                                                                                | ۵۱۵ |
| مکزیک                                                                                                  | ۴۰۶ |
| آرژانتین                                                                                               | ۴۰۱ |
| تایلند                                                                                                 | ۳۶۰ |
| پرو | ۲۳۶ |
| الجزایر                                                                                                | ۲۱۸ |
| تایوان                                                                                                 | ۱۹۷ |
| نپال                                                                                                   | ۱۷۹ |
| دیگر                                                                                                   | ۱٬۵۸۲                                                                                                  |
| مجموع جهان                                                                                             | ۲۶٬۰۳۰                                                                                                 |
| منبع: فائو (FAO),                                                                                      | |